# Nero Wolfe
Nero Wolfe (/ˈnɪəɹoʊ ˈwʊlf/) è un personaggio di fantasia ideato dallo scrittore statunitense Rex Stout; ha fatto il suo esordio letterario nel 1934. Nella finzione letteraria, il personaggio dell'assistente di Wolfe, Archie Goodwin, racconta i casi dell'investigatore in trentatré romanzi e trentanove romanzi brevi ambientati in un arco di tempo che va dagli anni trenta agli anni settanta, la maggior parte dei quali ambientata a New York.
Il corpus letterario di Nero Wolfe è stato nominato come miglior serie del mistero del secolo al convegno Boucheron 2000; Rex Stout è stato nominato come migliore scrittore del mistero del secolo.
Personaggio iconico entrato nell'immaginario collettivo al pari di altri personaggi del genere come il commissario Maigret e Sherlock Holmes, ha avuto numerosi adattamenti radiofonici, televisivi e cinematografici.
Nel 1979 in onore della scomparsa del suo autore Rex Stout, l'associazione The Wolfe Pack ha istituito il Premio Nero Wolfe (detto anche Nero Award) per il romanzo poliziesco dell'anno.

## Descrizione
Nella finzione Nero Wolfe nasce nel 1893, il 17 aprile, ed è di origine montenegrina. Nel romanzo Nero Wolfe e sua figlia il luogo di nascita è indicato come Trenton, in seguito alle pressioni degli editori, come riferito dal biografo di Stout, John McAleer:
"Rex mi disse che già nel 1939 Wolfe era irritato dall'insaziabile curiosità dell'FBI sugli affari privati dei cittadini rispettosi della legge. Di conseguenza, Wolfe non si sentì obbligato a dire la verità su se stesso quando venne interrogato da Stahl. C'era, però, un'altra ragione per le affermazioni contraddittorie di Wolfe circa il suo luogo di origine. Rex mi spiegò: "Editori e curatori sono i responsabili della discrepanza. [...] nella bozza originale di Over My Dead Body Nero era montenegrino di nascita, il che quadrava con tutti i precedenti accenni al suo background; ma violente proteste da parte della American Magazine, sostenuti dalla Farrar & Rinehart, spostarono il suo luogo di nascita di cinquemila miglia. [...] Mi ero stancato di tutto il clamore, e poi sembrava improbabile che a qualcuno sarebbe importato un accidenti, o, quanto a questo, che qualcuno lo avrebbe persino notato."
In seguito Stout decise di confermare la sua nascita montenegrina a tutti gli effetti e in Nero Wolfe fa la spia vediamo Wolfe tornare al suo villaggio natale nel Montenegro.
L'io narrante dei romanzi di Nero Wolfe è il suo assistente e tuttofare Archie Goodwin, ormai abituato al suo eccentrico datore di lavoro che definisce "mio signore e donno".
Goodwin non esplicita mai con precisione il peso di Wolfe: spesso usa l'espressione "un settimo di tonnellata", ma in altre occasioni la frazione sarebbe "un ottavo di tonnellata" (nel romanzo breve "Nero Wolfe è in pericolo" pubblica un annuncio per trovare una controfigura e fra i requisiti indica appunto un peso di 120-125 kg). Nel romanzo Nelle migliori famiglie, pur perdendo oltre 50 kg, è ancora decisamente in sovrappeso. Nonostante la mole e la pigrizia, all'occorrenza sa essere molto agile e persino aggraziato nei movimenti, come Goodwin nota sempre con partecipe stupore.
Nelle trasposizioni televisive Wolfe è più spesso rappresentato come di corporatura robusta, piuttosto che veramente obesa. Raffinato buongustaio, assai pignolo, considera il lavoro alla stregua di un indispensabile fastidio che gli consente di tenere un alto tenore di vita; è moderatamente iroso, non parla di lavoro a tavola e, pur avendo una vasta clientela femminile, è fortemente misogino; coltiva rare orchidee nel giardino pensile della sua casa, un elegante palazzo in arenaria rosso-bruna (brownstone) situato al numero 918 della 35ª strada ovest di New York. Conduce orari di lavoro rigidissimi (non dedica infatti a tale attività un minuto in più del previsto, cosa che sottrarrebbe tempo alle altre attività, la coltivazione delle orchidee e il mangiare).
È specializzato nella risoluzione di intricati casi di omicidio che scioglie stando comodamente seduto a rimuginare sull'ampia poltrona del suo studio o beatamente affaccendato a curare le proprie piantine. Infatti l'investigatore non lascia quasi mai la propria abitazione (se non in pochissimi casi e mai per lavoro), abituato com'è a spostarsi fra tre vani ben distinti: la cucina, lo studio, ed esclusivamente tra le 9 e le 11 e tra le 16 e le 18, la serra privata (all'ultimo piano dell'abitazione). La disposizione dei vani, così come quella di arredi e suppellettili, è meticolosamente descritta da Stout, e, insieme alle inviolabili e immutabili abitudini, orari e regole di casa Wolfe, costituisce nel suo insieme una caratteristica fondamentale e comune di tutti i romanzi di Nero Wolfe.
È quindi Archie Goodwin a recarsi sui luoghi del delitto, a interrogare testimoni o parenti della vittima (salvo i casi in cui questi siano disponibili a recarsi alla casa di Nero Wolfe per essere sentiti da lui direttamente), tenere sotto controllo e pedinare sospetti, e molto altro svolgendo quindi le funzioni di "gambe" e "occhi" del suo principale.
Di tanto in tanto Stout ha prodotto romanzi ambientati al di fuori della famosa casa di arenaria (Alta cucina, La guardia al toro... ), ma in essi è sempre ben specificato come Wolfe si sia mosso dal suo domicilio per una causa ben diversa (un congresso di chef, un'esposizione floreale... ) e poi rimanga coinvolto in un'inchiesta.
Dopo la morte di Stout (1975), il personaggio di Wolfe è stato ripreso da Robert Goldsborough.

## Personaggi di supporto

### Collaboratori
Vivono nella casa di Nero Wolfe:
- Archie Goodwin io narrante dei romanzi e investigatore, aiutante e dipendente di Nero Wolfe.
- Fritz Brenner il fido cuoco svizzero Fritz Brenner (alter ego culinario dell'investigatore dell'alta cucina del delitto)
- Theodore Horstmann giardiniere, che con Wolfe si occupa della cura delle orchidee.

investigatori e collaboratori occasionali:
- Saul Panzer, Fred Durkin e Orrie Cather,
- avvocato Nathaniel Parker
- Dottor Vollmer, medico di fiducia di Nero Wolfe

### Poliziotti
- Ispettore Cramer
- sergente Purley Stebbins
- tenente Rowcliff.

### Altri
- Lily Rowan amica di Archie Goodwin
- Marko Vukcic amico fraterno di Wolfe, cuoco abilissimo e padrone del ristorante Rusterman
- Arnold Zeck boss criminale

## Legami con Sherlock Holmes
I personaggi e le vicende di Sherlock Holmes e Nero Wolfe presentano alcuni evidenti analogie, dalla scorbutica genialità del protagonista, al fatto che entrambi abbiano il proprio assistente come narratore delle rispettive vicende, o la constatazione che i nomi di entrambi condividano lo stesso ordine di vocali e numero di sillabe e trattino spesso con una certa condiscendenza i propri collaboratori (circostanza che si attenua nel corso degli anni tra Wolfe e Goodwin).
Partendo da queste osservazioni, nel suo saggio "Nero Wolfe della trentacinquesima Strada", William S. Baring-Gould arriva ad avanzare la teoria che Wolfe sia figlio di Sherlock Holmes e Irene Adler, la scaltra e spregiudicata avventuriera che riesce a beffare l'investigatore di Baker Street nel racconto Uno scandalo in Boemia. Viene anche fatto notare che Wolfe, sia fisicamente che caratterialmente, somigli molto a Mycroft, il fratello di Sherlock Holmes cui questi attribuisce capacità investigative superiori alle proprie. L'ipotesi di un figlio "segreto" di Holmes e della Adler appariva anche nel film per la televisione "Sherlock Holmes a New York" (con Roger Moore e Patrick Macnee) dove però questi non veniva chiaramente indicato come Wolfe. Philip J. Farmer rese tale parentela parte del suo "universo-pastiche" di Wold Newton, mentre lo scrittore John Lescroart scrisse due romanzi il cui protagonista Auguste Lupa veniva presentato come una sorta di "Giovane Nero Wolfe". Nello stesso volume, Baring-Gould si spinge a sostenere che Goodwin potrebbe essere il figlio di Wolfe, circostanza che risulta poco compatibile con gli elementi biografici forniti da Stout (comunque pochi e spesso inconsistenti), oppure di Marko Vukcic che anziché essere solo un amico di infanzia di Wolfe potrebbe esserne addirittura un fratello gemello.
Nel romanzo Sei per uno Stout scrive che un ritratto di Sherlock Holmes è appeso nello studio di Wolfe.

## Influenza culturale
Ronald Malcolm, protagonista di I sei giorni del Condor, viene assunto dalla CIA in virtù del suo interesse per le avventure di Nero Wolfe, tra cui Nero Wolfe fa la spia.

## Trasposizioni in altri media

### Cinema
- Meet Nero Wolfe, film statunitense del 1936 tratto da La traccia del serpente, con Edward Arnold (Nero Wolfe) e Lionel Stander (Archie Goodwin), regia di Herbert Biberman.
- The League of Frightened Men, film statunitense del 1937 tratto da La lega degli uomini spaventati, con Walter Connolly (Nero Wolfe) e Lionel Stander (Archie Goodwin), regia di Alfred E. Green.

### Televisione
- Nero Wolfe, miniserie televisiva italiana del 1969 prodotta dalla Rai con Tino Buazzelli (Nero Wolfe), Paolo Ferrari (Archie Goodwin) e Pupo De Luca (Fritz Brenner).
- Nero Wolfe, film per la televisione statunitense del 1979 con Thayer David e Tom Mason.
- Nero Wolfe, serie televisiva statunitense del 1981 con William Conrad e Lee Horsley.
- Nero Wolfe serie televisiva statunitense del 2001 con Maury Chaykin (Nero Wolfe) e Timothy Hutton (Archie Goodwin).[18]
- Nero Wolfe, serie televisiva italiana del 2012 con Francesco Pannofino (Nero Wolfe) e Pietro Sermonti (Archie Goodwin).[19]

## Opere con il personaggio

### Romanzi di Rex Stout
- 1934 - La traccia del serpente (Fer-de-Lance)
- 1935 - La lega degli uomini spaventati (The League of Frightened Men)
- 1936 - Sei per uno (The Rubber Band)
- 1937 - La scatola rossa (The Red Box)
- 1938 - Alta cucina (Too Many Cooks)
- 1939 - La guardia al toro (Some Buried Caesar)
- 1940 - Nero Wolfe e sua figlia (Over My Dead Body)
- 1940 - Tre sorelle nei guai (Where There's a Will)
- 1946 - Morto che parla (The Silent Speaker)
- 1947 - Troppe donne (Too Many Women)
- 1948 - Abbiamo trasmesso (And Be a Villain)
- 1949 - Nient'altro che la verità (The Second Confession)
- 1950 - Nelle migliori famiglie (In the Best Families)
- 1951 - Non ti fidare (Murder by the Book)
- 1952 - I quattro cantoni (Prisoner's Base)
- 1953 - Nero Wolfe e i ragni d'oro (The Golden Spiders)

- 1954 - Nero Wolfe fa la spia (The Black Mountain)
- 1955 - Un minuto a mezzanotte (Before Midnight)
- 1956 - Peggio che morto (Might As Well Be Dead)
- 1957 - Nero Wolfe sotto il torchio (If Death Ever Slept)
- 1958 - Champagne per uno (Champagne for One)
- 1959 - Nero Wolfe discolpati (Plot It Yourself)
- 1960 - Troppi clienti (Too Many Clients)
- 1961 - Nero Wolfe la paga cara (The Final Deduction)
- 1962 - Scacco al re per Nero Wolfe (Gambit)
- 1963 - Nero Wolfe, difenditi! (The Mother Hunt)
- 1964 - Il diritto di morire (A Right to Die)
- 1965 - Nero Wolfe contro l'FBI (The Doorbell Rang)
- 1966 - Nero Wolfe: invito a un'indagine (Death of a Doxy)
- 1968 - Nero Wolfe e una figlia in cerca di padre (The Father Hunt)
- 1969 - Nero Wolfe e il caso dei mirtilli (Death of a Dude)
- 1973 - Quella bomba di Nero Wolfe (Please Pass the Guilt)
- 1975 - Nero Wolfe apre la porta al delitto (A Family Affair)

### Romanzi brevi di Rex Stout
- 1940 - Fine amara (Bitter End)
- 1941 - Orchidee nere (Black Orchids)
- 1942 - Cordialmente invitati a incontrare la morte (Cordially Invited to Meet Death)
- 1942 - Non abbastanza morta (Not Quite Dead Enough)
- 1944 - Trappola esplosiva (Booby Trap)
- 1945 - Nero Wolfe è in pericolo (Help Wanted, Male)
- 1946 - Morte per appuntamento (Instead of Evidence)
- 1947 - Prima di morire (Before I Die)
- 1947 - Lunga vita al morto (Man Alive)
- 1948 - Non credo agli alibi (Bullet for One)
- 1948 - Così parlò Nero Wolfe (Omit Flowers)
- 1949 - Nero Wolfe nella camera a gas (Door to Death)
- 1949 - Nella gola del morto (The Gun With Wings)
- 1950 - Mascherato per uccidere (Disguise for Murder)
- 1951 - È stato ucciso un poliziotto (The Cop-Killer)
- 1951 - Nero Wolfe e la pistola scomparsa (The Squirt and the Monkey)
- 1952 - Nero Wolfe escogita uno stratagemma (Home to Roost)
- 1952 - Nero Wolfe vince la partita (This Won't Kill You)
- 1953 - Le tre ragazze (Invitation to Murder)

- 1953 - Nero Wolfe fa due più due (The Zero Clue)
- 1954 - Quando un uomo uccide (When a Man Murders)
- 1954 - Nero Wolfe non abbaia ma morde (Die Like a Dog)
- 1955 - Nero Wolfe raggira l'accusa (The Next Witness)
- 1955 - L'invulnerabile (Immune to Murder)
- 1956 - Il caso Fyfe (A Window for Death)
- 1956 - Nero Wolfe e il "suo" cadavere (Too Many Detectives)
- 1957 - Natale di morte (Christmas Party)
- 1957 - Sfilata di Pasqua (Easter Parade)
- 1957 - Il picnic del quattro luglio (Fourth of July Picnic)
- 1958 - Il segreto della signorina Voss (Murder is No Joke)
- 1960 - Assassinio indiretto (Method Three for Murder)
- 1960 - Colpo di genio (Poison à la Carte)
- 1960 - Nero Wolfe preso al lazo (The Rodeo Murder)
- 1961 - Dollari matti (Counterfeit for Murder)
- 1961 - L'enigma della pistola (Death of a Demon)
- 1961 - Uccidete subito, pagherete poi (Kill Now - Pay Later)
- 1962 - L'avvocato delle cause vinte (Eeny Meeny Murder Mo)
- 1963 - Un mistero per Goodwin (Blood Will Tell)
- 1964 - Vicolo cieco (Murder is Corny)

### Raccolte
- 1942 - Orchidee nere (Black Orchids): Orchidee nere; Cordialmente invitati a incontrare la morte
- 1944 - Non abbastanza morta (Not Quite Dead Enough): Non abbastanza morta; Trappola esplosiva
- 1949 - Prima di morire (Trouble in Triplicate): Prima di morire; Nero Wolfe è in pericolo; Morte per appuntamento
- 1950 - Lunga vita al morto (Three Doors to Death): Lunga vita al morto; Così parlò Nero Wolfe; Nero Wolfe nella camera a gas
- 1951 - Non credo agli alibi (Curtains for Three): Non credo agli alibi; Nella gola del morto; Mascherato per uccidere
- 1952 - La pistola scomparsa (Triple Jeopardy): Nero Wolfe escogita uno stratagemma; È stato ucciso un poliziotto; Nero Wolfe e la pistola scomparsa
- 1954 - Le tre ragazze (Three Men Out): Le tre ragazze; Nero Wolfe fa due più due; Nero Wolfe vince la partita
- 1956 - Quando un uomo uccide (Three Witnesses): Quando un uomo uccide; Nero Wolfe raggira l'accusa; Nero Wolfe non abbaia ma morde
- 1957 - L'invulnerabile (Three for the Chair): Il caso Fyfe; L'invulnerabile; Nero Wolfe e il "suo" cadavere
- 1958 - Natale di morte (And Four To Go): Natale di morte; Sfilata di Pasqua; Il picnic del quattro luglio; Il segreto della signorina Voss
- 1960 - Colpo di genio (Three at Wolfe's Door): Colpo di genio; Assassinio indiretto; Nero Wolfe preso al lazo
- 1962 - L'enigma della pistola (Homicide Trinity): L'avvocato delle cause vinte; L'enigma della pistola; Dollari matti
- 1964 - Vicolo cieco (Trio for Blunt Instruments): Uccidete subito, pagherete poi; Vicolo cieco; Un mistero per Goodwin
- 1985 - Death Times Three (Bitter End; Frame up for Murder; Assault on a Brownstone)

### Romanzi di altri autori

#### Robert Goldsborough
Nato a Chicago nel 1937, nel 1986 ha avuto l'incarico ufficiale dagli eredi di Rex Stout di scrivere la continuazione della saga di Nero Wolfe.
- 1986 - Nero Wolfe: delitto in mi minore (Murder in E Minor) (vincitore del Premio Nero Wolfe 1986[21])
- 1987 - Nero Wolfe e il quarto potere (Death on Deadline)
- 1988 - Nero e Archie docenti in delitto (The Bloodied Ivy)
- 1989 - Nero Wolfe: l'ultima coincidenza (The Last Coincidence)
- 1990 - Dissolvenza in Nero Wolfe (Fade to Black)
- 1992 - Nero Wolfe: la guglia d'argento (Silver Spire)
- 1994 - Nero Wolfe: il capitolo mancante (The Missing Chapter)
- 2012[22] - Nero Wolfe: la prima indagine (Archie Meets Nero Wolfe[23])
- 2014 - Murder in the Ball Park
- 2015- Archie in the Crosshairs
- 2016- Stop the Press
- 2017- Nero Wolfe. Giù il sipario (Murder, Stage Left), collana Il Giallo Mondadori n.3216, Milano, giugno 2022
- 2018- The Battered Badge
- 2019- Death of an Art Collector
- 2020- Archie Goes Home
- 2021- Trouble at the Brownstone
- 2022 - Nero Wolfe. Un porto sicuro, Giallo Mondadori n. 3225, febbraio 2023 (Trouble at the Brownstone)
- 2023- The Missing Heiress

#### John T. Lescroart
Due romanzi di questo scrittore nato a Houston hanno come protagonista un certo August Lupa, che viene mostrato come una prima versione di Nero Wolfe (il nome del personaggio è quello di un imperatore romano, Augusto, così come Nero in inglese vuol dire Nerone, e Lupa si può tradurre con Wolf). Lupa sarebbe il figlio di Sherlock Holmes ed Irene Adler che diverrà poi Nero Wolfe.
- 1986 - Son of Holmes
- 1987 - Rasputin's Revenge

#### Hans Tuzzi
Pseudonimo di Adriano Bon, nato a Milano, scrittore e saggista italiano, che ha creato 3 romanzi in cui figura come protagonista Neron Vukcic, un personaggio somigliante a un giovane Nero Wolfe.
- Il Trio dell'arciduca, Bollati Boringhieri, Torino, 2014, ISBN 9788833927695 (Finalista Premio Alvaro-Bigiaretti 2015).
- Il sesto Faraone, Bollati Boringhieri, Torino, 2016, ISBN 978-88-339-2755-8
- Al vento dell’Oceano, Bollati Boringhieri, Torino, 2017, ISBN 978-88-339-2880-7